# Hawiza
Hawiza (apareix també el diminitiu Huwayza) fou una antiga ciutat a la regió de maresmes a l'est del Tigris, dins el Khuzistan (avui Iran), que va donar nom a tota la comarca.
Era una ciutat d'origen sassànida fundada suposadament per Sapor I i reconstruïda pels musulmans al darrer quart del segle x. Hi vivien nombrosos nabateus. Al segle xiv encara era una ciutat de certa importància. Després fou capital de la dinastia anomenada mushasha. Es va quasi despoblar el 1834 després de l'enfonsament d'una presa.